# Trallpunk
Trallpunk (švédské označení pro „melodický punk“) je punkový hudební subžánr rozšířený především ve Švédsku. Je známý pro své rychlé bubnování, melodickou hudbu a často politicky orientované texty. Obecně jsou za první trallpunkové kapely považovány Asta Kask a Strebers, ale názory se liší. Během 90. let, trallpunk navýšil svou popularitu především díky klubu Kafé 44 ve Stockholmu a kapele De Lyckliga Kompisarna (Štastní přátelé).
Dnes je trallpunk reprezentován kapelami jako jsou Varnagel, Slutstation Tjernobyl, Greta Kassler a De Lyckliga Kompisarna. V ostatních zemích jsou známy například kapely Rasta Knast a Takahashi Gumi.

## Trallpunkové kapely
- Asta Kask
- De Lyckliga Kompisarna
- Krymplings
- Rasta Knast
- Skumdum
- Slutstation Tjernobyl
- Strebers
- Troublemakers
- Varnagel
- Hans & Greta